# Eiki

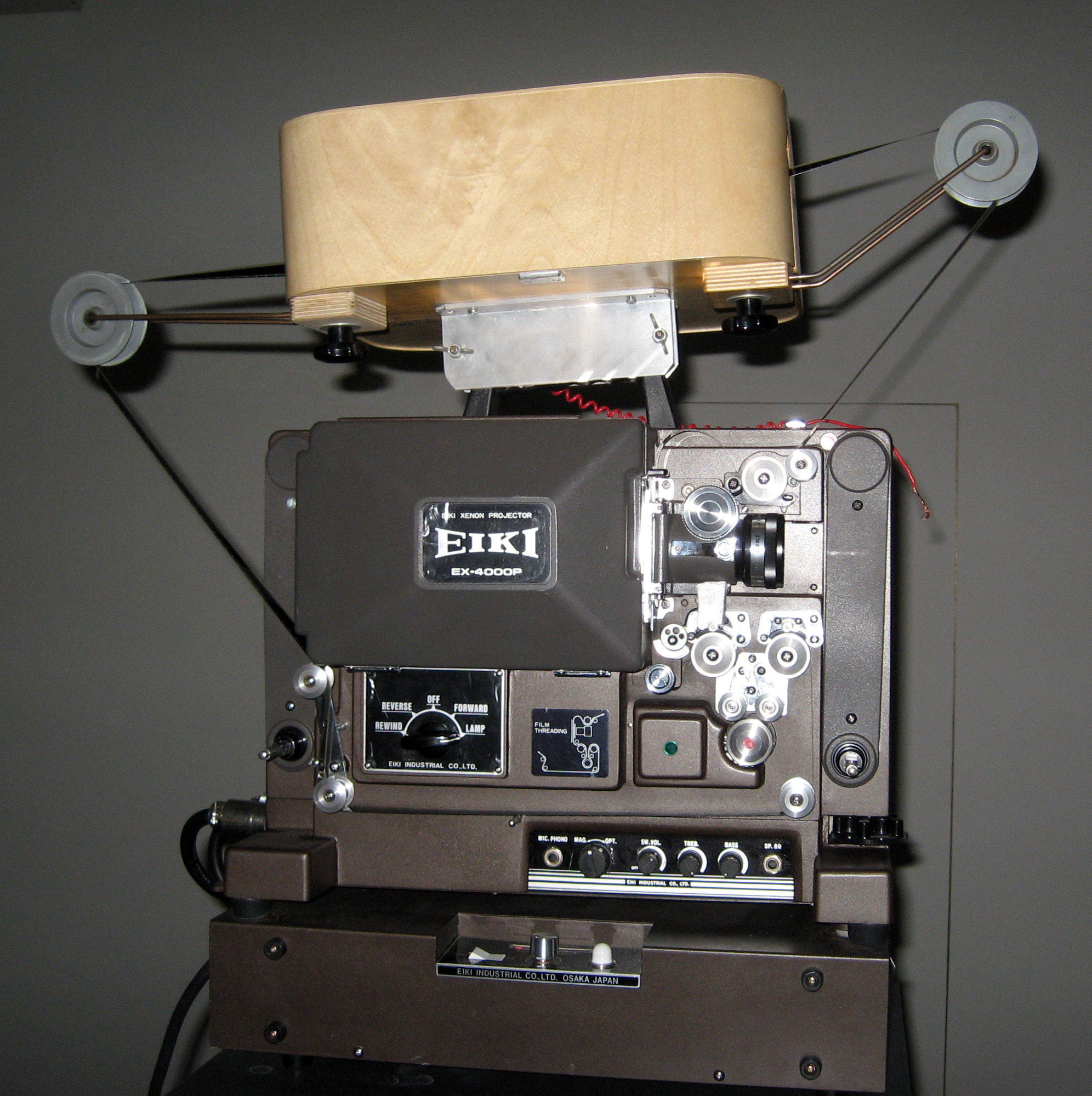
Um projetor de filme Eiki EX-4000P

Eiki Industrial Co., Ltd. (映機工業株式会社, Eiki Kōgyō Kabushiki-gaisha) (映機工業株式会社, Eiki Kōgyō Kabushiki-gaisha?) é uma empresa japonesa que fabrica projetores LCD e DLP, acessórios relacionados e retroprojetores.A empresa é japonesa, fábrica projetores, acessórios relacionados e retroprojetores.

## História
Eiki foi fundada em 1953 em Osaka, Japão, por quatro fundadores. (M. Matsuura, S. Yagi, K. Sekino e Y. Minagawa). Inicialmente, o foco da empresa se concentrava em produzir tecnologia para a instrução em sala de aula, mas depois a empresa se concentrou na produção de projetores de filmes de 16 mm para outras áreas. O nome Eiki vem do termo japonês Eishaki que significa projetor.
Em 1974, a Eiki abriu a Eiki International, Inc., a divisão dos EUA em Laguna Niguel, Califórnia para distribuir seus produtos nos Estados Unidos. Em 1986, a empresa adquiriu a unidade de negócios da empresa Bell & Howell que originou a indústria audiovisual cerca de 50 anos antes. Em 1988, a Eiki Canada foi criada como subsistente da Eiki International, Inc. Em 1995, a Eiki Deutschland, GmbH tornou-se o primeiro escritório de propriedade da empresa na Europa. E, em 1997, a Eiki Czech foi fundada para estabelecer uma rede de concessionários na Europa Central e Oriental.